# 아펜핀셔

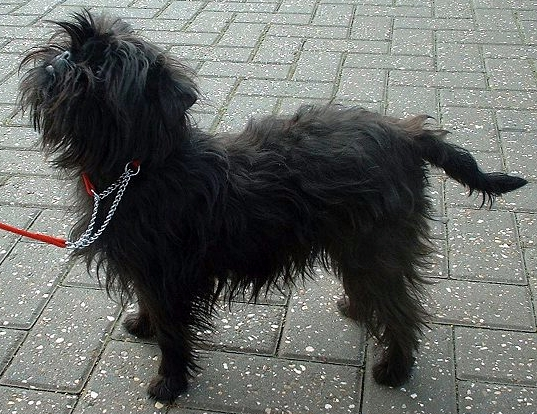
아펜핀셔

아펜핀셔(독일어: Affenpinscher)는 독일 원산의 개로, 17세기 뮌헨을 중심으로 쥐를 잡거나 애완견으로서 길러졌다. 어깨높이 23~29cm, 몸무게 3~4kg이다. 입 주위에 수염처럼 긴 털이 자라나 있는 것이 특징이다. 호기심이 강하고 건강한 반면 쉽게 흥분하고 겁이 없다. 정이 많아 사람들에게 애정을 자주 표시한다. 털빛은 검정·회색·갈색 등이다.

## 참고 문헌
- 이 문서에는 다음커뮤니케이션(현 카카오)에서 GFDL 또는 CC-SA 라이선스로 배포한 글로벌 세계대백과사전의 내용을 기초로 작성된 글이 포함되어 있습니다.